# Đạo luật cải cách và bảo vệ người tiêu dùng trên phố Wall
 Đạo luật cải cách và bảo vệ người tiêu dùng của Phố Wall Dodd - Frank (thường được gọi là Dodd - Frank) là một đạo luật liên bang Hoa Kỳ có hiệu lực vào ngày 21 tháng 7 năm 2010. Đạo luật đã mang lại những thay đổi quan trọng nhất đối với quy định tài chính trong cả nước kể từ khi cải cách quy định diễn ra sau cuộc Đại Suy Thoái. Nó đã tạo ra những thay đổi trong môi trường pháp lý tài chính của Mỹ ảnh hưởng đến tất cả các cơ quan quản lý tài chính liên bang và hầu hết mọi bộ phận của ngành dịch vụ tài chính quốc gia.
Luật ban đầu được chính quyền Obama đề xuất vào tháng 6 năm 2009, khi một số dự luật được đề xuất tới Quốc hội. Luật này đã được giới thiệu tại Hạ viện vào tháng 7 năm 2009. Vào ngày 2 tháng 12 năm 2009, các phiên bản sửa đổi của dự luật đã được giới thiệu tại Hạ viện bởi Chủ tịch ủy ban dịch vụ tài chính Barney Frank, và trong Ủy ban Ngân hàng Thượng viện của cựu Chủ tịch Chris Dodd. Dodd và Frank đều liên quan đến dự luật; ủy ban hội nghị báo cáo vào ngày 25 tháng 6 năm 2010, đã bỏ phiếu để đặt tên cho dự luật theo tên của cả hai người.
Các nghiên cứu đã tìm thấy Đạo luật Dodd - Frank đã cải thiện sự ổn định tài chính và bảo vệ người tiêu dùng, mặc dù đã có tranh luận về hiệu quả kinh tế của nó. Đạo luật đã thành lập Cục Bảo vệ Tài chính Người tiêu dùng (CFPB), từ khi thành lập đến tháng 4 năm 2017 đã "trả lại gần 12 tỷ đô la cho 29 triệu người tiêu dùng và áp dụng khoảng 600 triệu đô la tiền phạt dân sự".
Vào ngày 8 tháng 6 năm 2017, Hạ Viện do Đảng Cộng hòa lãnh đạo đã thông qua Đạo luật lựa chọn Tài chính, nếu được ban hành, sẽ lấy lại nhiều điều khoản của Dodd - Frank. Vào tháng 6 năm 2017, Thượng viện đã xây dựng dự luật cải cách của riêng mình.
Vào ngày 14 tháng 3 năm 2018, Thượng viện đã thông qua dự luật với tỷ lệ bỏ phiếu 67 - 31, giảm bớt các quy định tài chính và giảm sự giám sát đối với các ngân hàng có tài sản dưới 250 tỷ USD. Luật đã thông qua Hạ viện vào ngày 22 tháng 5 năm 2018 trong một cuộc bỏ phiếu. Dự luật sau đó đã được Tổng thống Donald Trump ký thành luật vào ngày 24 tháng 5 năm 2018.

## Nguồn gốc và đề xuất

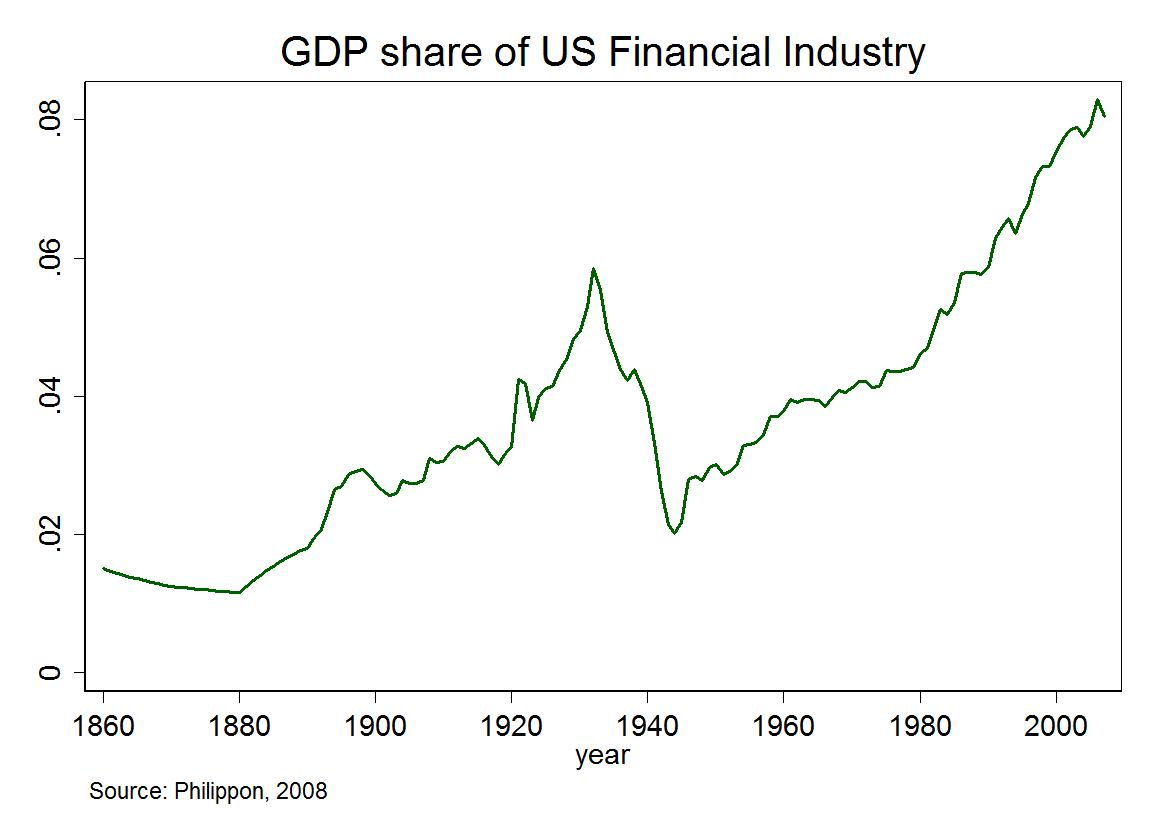
Chia sẻ trong GDP của ngành tài chính Hoa Kỳ kể từ năm 1860

## Phản ứng pháp lý và thông qua

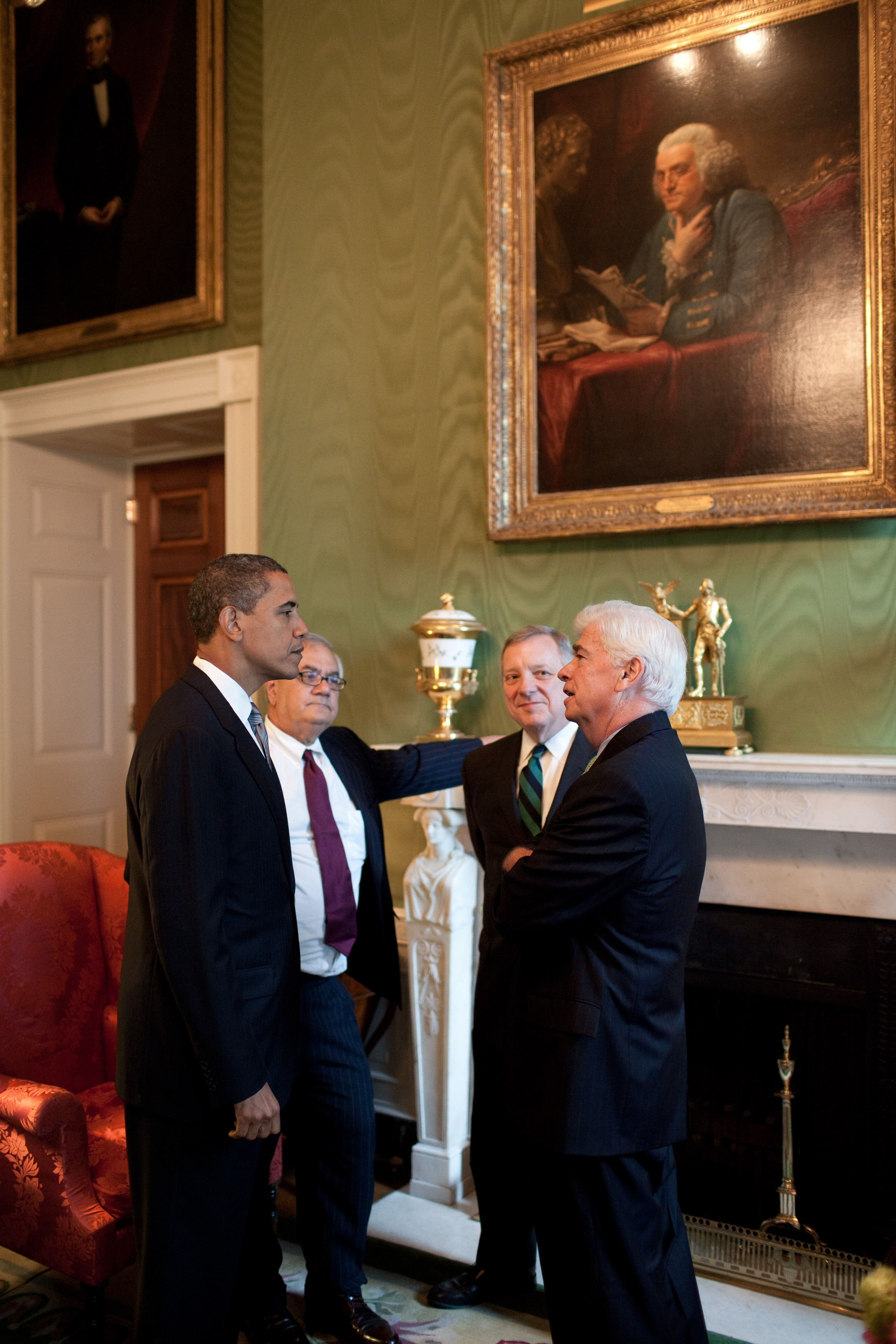
Tổng thống Barack Obama gặp Rep. Barney Frank, Sen. Dick Durbin và Sen. Chris Dodd, tại Nhà Trắng trước một thông báo cải cách quy định tài chính vào ngày 17 tháng 6 năm 2009.

## Tổng quan

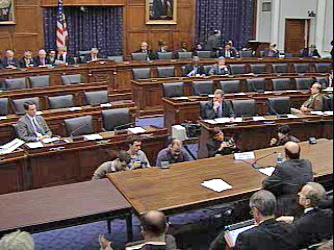
Ben Bernanke (phía dưới bên phải), Chủ tịch Hội đồng Thống đốc Dự trữ Liên bang, tại phiên điều trần của Ủy ban Dịch vụ Tài chính Hạ viện vào ngày 10 tháng 2 năm 2009.

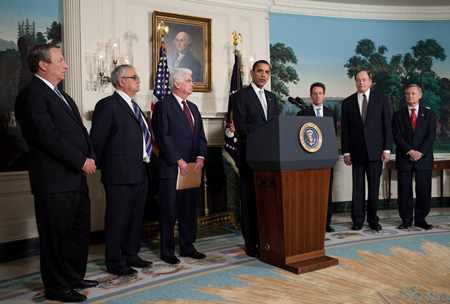
Tổng thống Barack Obama giải quyết các phóng viên về nền kinh tế và sự cần thiết phải cải cách tài chính trong Phòng tiếp tân ngoại giao của Nhà Trắng vào ngày 25 tháng 2 năm 2009.

### Tiêu đề II - Cơ quan thanh lý có trật tự

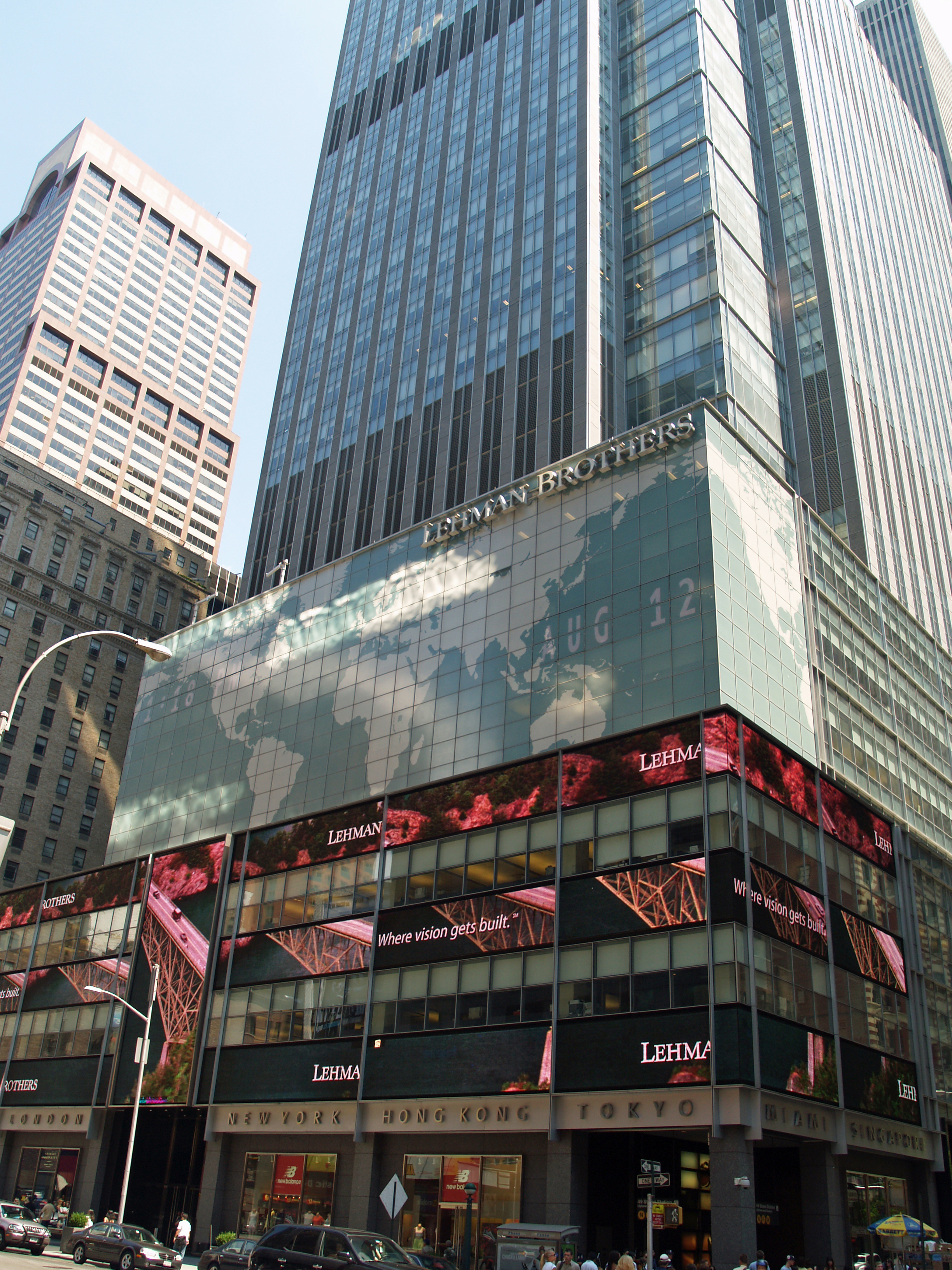
Trụ sở chính của thành phố New York của Lehman Brothers tại thời điểm sụp đổ năm 2008.

#### Thanh lý FDIC

FDIC là người thanh lý cho hầu hết các tổ chức tài chính như các ngân hàng thất bại.

### Tiêu đề VI - Hoàn thiện các quy định

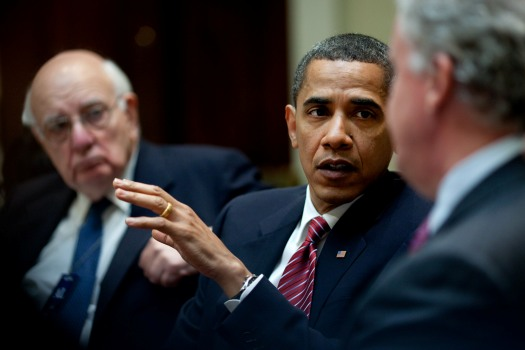
Tổng thống Barack Obama, bên cạnh Paul Volcker, bên trái, và Tổng giám đốc điều hành của Electric Electric Jeffrey Immelt, bên phải, trong một cuộc họp của Hội đồng tư vấn phục hồi kinh tế trong phòng Roosevelt của Nhà Trắng.